# ADAC Volkswagen Polo Cup
Der ADAC Volkswagen Polo Cup war eine von 2004 bis 2009 im Rahmenprogramm der DTM ausgetragene Rennserie, die jungen Nachwuchsfahrern den Einstieg in den professionellen Rennsport ermöglichen sollte. Motorsportlich und technisch zählte sie zu den Markenpokalen. Vorläufer war der „Wintershall VW Polo Cup“, der in den 1980er Jahren ausgetragen wurde. Im Jahr 2010 wurde der ADAC Volkswagen Polo Cup durch den Volkswagen Scirocco R-Cup ersetzt.

## Fahrzeuge

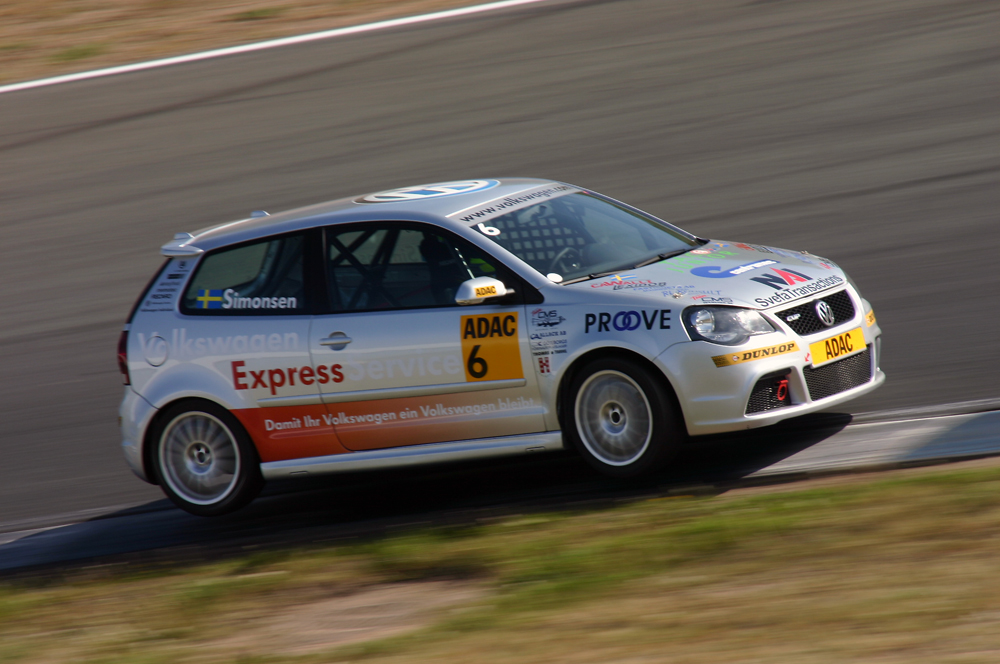
Rennversion des VW Polo

Die eingesetzten Fahrzeuge basierten auf der Serienversion des VW Polo, wurden jedoch den Anforderungen des Rennsports entsprechend umgerüstet. Angetrieben wurden die 1.060 kg schweren Renn-Polos von einem Reihen-Vierzylinder-Ottomotor mit FSI-Direkteinspritzung, der mit einem Hubraum von 1984 cm³ eine Leistung von 110 kW (150 PS) erreichte. Die Kraftübertragung auf die Vorderräder erfolgte über ein sechsstufiges Schaltgetriebe. Die Bremsanlage wurde von der Serienversion des VW Golf R32 übernommen.
Zum Schutz des Fahrers im Falle eines Unfalls kamen neben dem serienmäßigen Airbag ein Überrollkäfig, eine Feuerlöschanlage, Kopf-Protektoren am Fahrersitz und das auch in DTM und Formel 1 verwendete HANS-System zum Einsatz.

## Ergebnisse

### Sieger des ADAC Volkswagen Polo Cup
| Jahr | Sieger              | Zweiter         | Dritter            |
| ---- | ------------------- | --------------- | ------------------ |
| 2004 | Matthias Meyer      | Patric Lachmann | Florian Plöchinger |
| 2005 | René Rast           | Jimmy Johansson | Philipp Leisen     |
| 2006 | Jimmy Johansson     | Patrik Olsson   | Niclas Kentenich   |
| 2007 | Constantin Dressler | Andreas Pfister | Stian Paulsen      |
| 2008 | Alexander Rambow    | Shane Williams  | Andreas Simonsen   |
| 2009 | Maciek Steinhof     | Max Sandritter  | Elia Erhart        |

### Sieger der Rookiewertung des ADAC Volkswagen Polo Cup
| Jahr | Sieger             | Zweiter               | Dritter             |
| ---- | ------------------ | --------------------- | ------------------- |
| 2004 | Lance David Arnold |                       |                     |
| 2005 | Markus Grünewald   | Patrick Hirsch        | Constantin Dressler |
| 2006 | Alexander Rambow   | Timo Walter           | Nico Bastian        |
| 2007 | Stefan Kolb        | Darius Röhling        | Elia Erhart         |
| 2008 | Max Sandritter     |                       |                     |
| 2009 | Kris Heidorn       | Maximilian Hackländer | David Jahn          |

## Sonstiges
Derzeit (Stand 2024) wird lediglich in Südafrika mit dem seit 2006 bestehenden Volkswagen Polo Cup South Africa und in Indien mit der seit 2010 ausgerichteten MMSC Volkswagen Polo Championship noch ein Markenpokal mit VW Polos ausgefahren. Daneben gab es in der Vergangenheit auch noch den 2005 und 2006 ausgetragenen türkischen Volkswagen Polo Ladies Cup und den von 2012 bis 2017 veranstalteten Polo Cup China.